# Valentina Sauca
Pour les articles homonymes, voir Sauca.
Valentina Sauca est une actrice allemande née en 1968 à Bucarest (en Roumanie).

## Filmographie partielle
- 1997 : Alliance cherche doigt de Jean-Pierre Mocky
- 1998 : Vidange de Jean-Pierre Mocky
- 2001 : Mortel Transfert de Jean-Jacques Beineix
- 2007 : Le Sourire du serpent de Mama Keïta